# ستگهره
ستگهره (به انگلیسی: Satghara) یک منطقهٔ مسکونی در پاکستان است که در ناحیه اوکارا واقع شده‌است.